# Orbex
Orbital Express Launch Ltd., ou Orbex, est une société aérospatiale basée au Royaume-Uni et développant une petite fusée orbitale commerciale appelée Prime. Orbex a son siège social à Forres, Moray, en Écosse et possède des filiales au Danemark et en Allemagne. Son futur complexe de lancement, la base de lancement de Sutherland, devrait être construit sur la péninsule d'A' Mhòine (en) dans le comté de Sutherland, au nord de l'Écosse.

## Aperçu
La société a été fondée en 2015 sous le nom de Moonspike Ltd., dans le but de financer une mission de vaisseau spatial privé sur la Lune. Une campagne Kickstarter du 1er octobre au 1er novembre 2015 a permis de récolter moins de 79 000 £ (122 000 $) sur un objectif de 600 000 £ (925 000 $), rendant Moonspike inéligible à l'obtention des fonds. Moonspike a été rebaptisé Orbital Express Launch Ltd. en 2016, la société visant désormais à fournir des services de lancement commercial de nano- et microsatellites, en particulier CubeSats, vers des orbites terrestres polaires et héliosynchrones. En juillet 2018, Orbex a obtenu 30 millions de livres sterling (39,6 millions de dollars) de financement public et privé pour le développement de sa fusée orbitale, nommée Prime,. Orbex a ouvert une usine pour Prime en Écosse qui emploiera à terme 150 personnes. Actuellement, la société travaille au développement du lanceur Prime, tout en se préparant pour son lancement initial depuis la base de lancement de Sutherland. En date de février 2022, Orbex a officiellement fait une demande à la Civil Aviation Authority du Royaume-Uni pour une licence de vols commerciaux à partir de Sutherland.
La base de lancement de Sutherland, dans le nord de l'Écosse, était initialement prévue pour être partagée avec Lockheed Martin, qui n'avait pas de lanceur. La participation stratégique de Lockheed Martin dans Rocket Lab a conduit à la possibilité qu'ils effectueraient des lancements avec la fusée Electron de la compagnie Rocket Lab. Puisque les deux lanceurs (Electron et Prime) utilisent des ergols différents, les deux sociétés auraient des aires de lancement séparées tout en partageant une infrastructure commune. Lockheed Martin a toutefois changé ses plans de lancement vers un site concurrent dans les îles Shetland (base de lancement de SaxaVord),,. Orbex prévoit également des vols depuis un futur port spatial aux Açores portugaises,.

## Prime

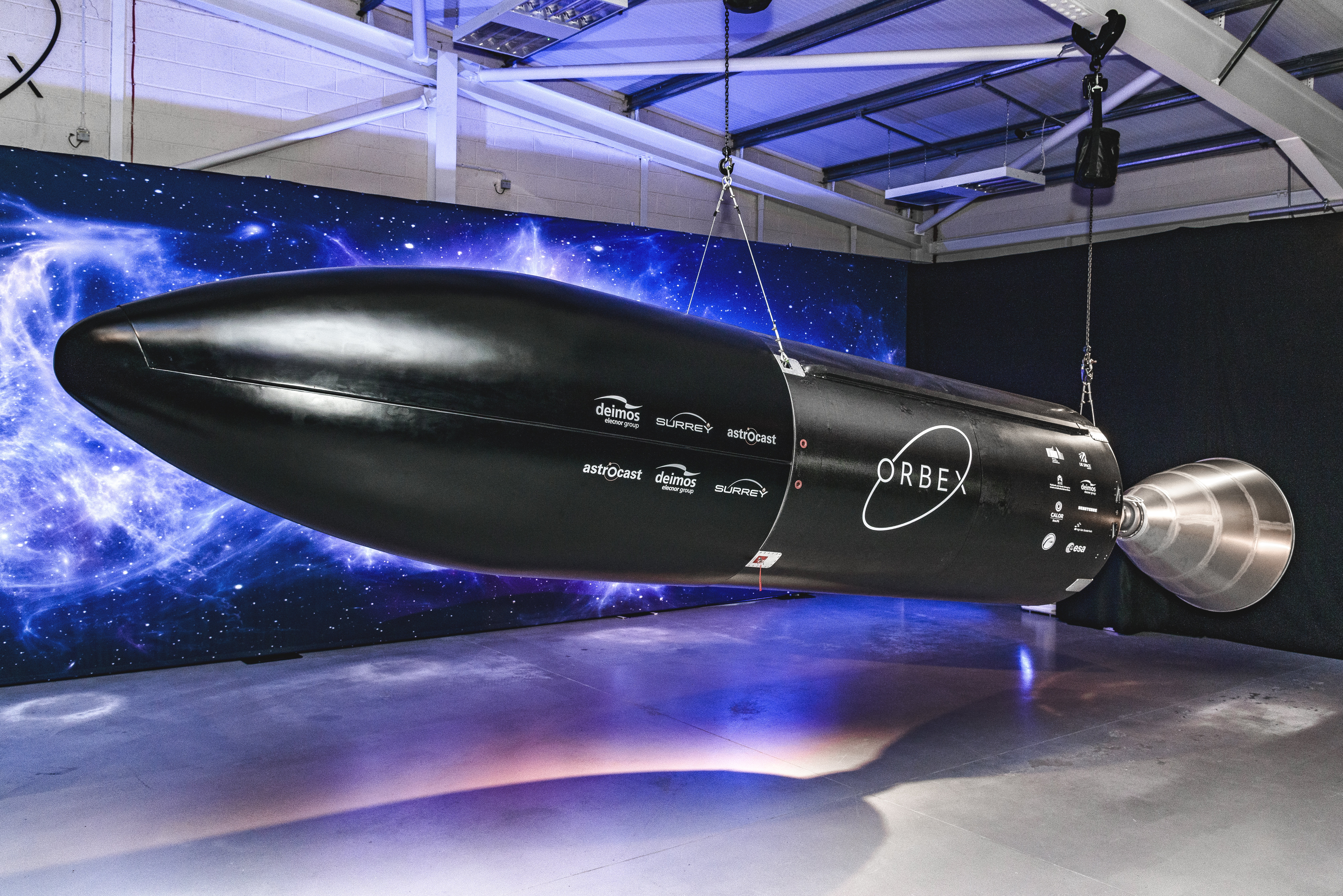
Prototype d'ingénierie de deuxième étage de la fusée orbitale Prime, exposé au siège d'Orbex à Forres, en Écosse.

Orbex développe actuellement un lanceur léger appelé Prime, et son 1er étage est prévu pour être réutilisable,. Le diamètre de la fusée est de 1,3 m (4 pi 3), et elle utilisera les ergols non toxiques oxygène liquide et propane. L'un des avantages avancés de l'utilisation du propane est qu'il reste liquide à des températures cryogéniques, ce qui permet une conception dans laquelle un réservoir central de propane en fibre de carbone est entouré d'un réservoir externe d'oxygène liquide, créant une masse structurelle légère. Il aura la capacité de lancer des charges utiles de plus de 150 kilogrammes (331 lb) à une altitude de 500 km en orbite héliosynchrone,.
Le vol inaugural de Prime devait avoir lieu d'ici la fin de 2022 pour le compte de la compagnie Surrey Satellite Technology Ltd.. Orbex a également annoncé avoir été choisi par la startup de nanosatellites Astrocast pour lancer ses satellites de communication.